# IC 1747
IC 1747 је планетарна маглина у сазвјежђу Касиопеја која се налази на листи објеката дубоког неба у Индекс каталогу.
Деклинација објекта је + 63° 19' 22" а ректасцензија 1h 57m 35,8s. Привидна величина (магнитуда) објекта IC 1747 износи 12,0 а фотографска магнитуда 13,6. IC 1747 је још познат и под ознакама PK 130+1.1, CS=15.8.